# Gare de Bük
La gare de Bük (en hongrois : Bük vasútállomás) est une halte ferroviaire hongroise, située à Bük.